# Kepler-53
 (juin 2025).
Désignations
Kepler-53 est une étoile située dans la constellation de la Lyre, à environ 1 366,07 parsecs de la Terre.

## Caractéristiques physiques
Sa température effective est d'environ 5858 K.
Sa masse est estimée à 0,98 fois celle du Soleil.
Son rayon est d'environ 0,89 fois celui du Soleil.
Sa luminosité est d'environ 1,09 fois celle du Soleil.

## Observation
Ses coordonnées célestes sont : ascension droite 19h 21m 50,83s, déclinaison +40° 33′ 44,99″.

## Système planétaire
| Planète     | Masse   | Demi-grand axe (ua) | Période orbitale (jours) | Excentricité | Inclinaison | Rayon   |
| ----------- | ------- | ------------------- | ------------------------ | ------------ | ----------- | ------- |
| Kepler-53 b | 0,35 MJ | 0,14                | 18,65                    | 0,000        | 89,86°      | 0,26 RJ |
| Kepler-53 c | 0,11 MJ | 0,22                | 38,56                    | 0,000        | 87,91°      | 0,28 RJ |
| Kepler-53 d | 0,52 MJ | 0,09                | 9,75                     | 0,000        | 80,97°      | 0,19 RJ |